# مالكوم باتلر
مالكوم باتلر (بالإنجليزية: Malcolm Butler)‏ (6 أغسطس 1913 ببلفاست في المملكة المتحدة - 1 ديسمبر 1987) هو لاعب كرة قدم بريطاني (وحمل سابقاً جنسية المملكة المتحدة لبريطانيا العظمى وأيرلندا) في مركز الدفاع. شارك مع منتخب أيرلندا لكرة القدم. أما مع النوادي، فقد لعب مع نادي بلاكبول وأكرينجتون ستانلي ‏.

## وصلات خارجية
- مالكوم باتلر على موقع قاعدة بيانات كرة القدم.إي يو (الإنجليزية)